# Angelo Heilprin
Angelo Heilprin (31 mars 1853, Sátoraljaújhely, en Hongrie – 17 juillet 1907 ) était un géologue, paléontologue, naturaliste et explorateur américain. Il est surtout connu pour son rôle dans une expédition de Robert Peary au Groenland et pour ses observations et ses photos de l'éruption en 1902 de la montagne Pelée de la Martinique.
Il était également alpiniste et peintre.

## Biographie
Angelo Heilprin arrive aux États-Unis avec son père Michael et son frère Louis en 1856.
De 1876 à 1878, il va achever sa formation en Europe. Il étudie à la Royal School of Mines à Londres, à l’Institut impérial de géologie à Vienne, à Florence (où il prend les seuls cours de peinture de sa vie) et à Genève. En Hongrie, où il est né, il grimpe dans les Carpathes, et en Pologne, où son père est né, il séjourne chez des parents pendant six mois.
De retour aux États-Unis, il devient professeur de paléontologie des invertébrés et de géologie à l’Académie des sciences naturelles de Philadelphie. De 1883 à 1892, il est le conservateur du musée de cette institution. De 1885 à 1890, il enseigne la géologie au Wagner Free Institute of Science de Philadelphie. Il est le premier président de la Société géographique de Philadelphie, poste qu'il occupe pendant sept ans.
Également peintre, il expose en 1880 Autumn’s First Whisper à la Pennsylvania Academy of the Fine Arts, et en 1883, Forest Exiles au musée des beaux-arts de Boston.

### Voyages de recherche

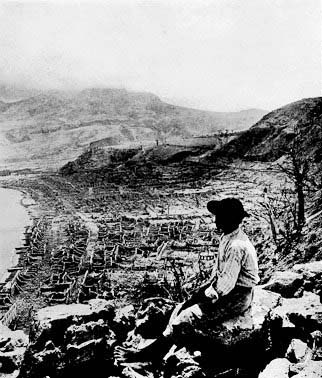
L'une des plus célèbres photos d'Heilprin : la ville de Saint-Pierre, détruite, avec, à l'arrière-plan, le volcan perdu dans les nuages

La vie de Heilprin après sa formation est une alternance entre voyages de recherche et périodes d'enseignement et d'écriture. Ses voyages le conduisent en Floride, aux Bermudes, au Mexique, au Groenland et à la Martinique ; mais il consacre également des ouvrages à la région où il vit. Ses explorations font plusieurs fois appel à ses talents d'alpiniste.
En 1886, Angelo Heilprin entreprend une expédition sur la côte occidentale de la Floride, alors peu connue. 

En 1887, aux Bermudes, avec quelques-uns de ses étudiants, il enquête sur les récifs coralliens, étayant le travail de Darwin. 

En 1888, il est au Mexique, où il escalade des volcans : l’Ixtaccihuatl, le Nevado de Toluca, le pic d'Orizaba et le Popocatepetl ; il établit leur altitude par des mesures barométriques. Il éclaircit également des questions de géologie du Yucatan et des récifs de corail de l'ouest du Golfe du Mexique.
En 1891 il s'embarque avec Robert Peary pour une expédition au Groenland organisée par l’Académie des sciences naturelles de Philadelphie. Peary dirige l'expédition « du nord », qui prouvera que le Groenland est une île. Heilprin dirige l'expédition « de l'ouest », qui comprend une demi-douzaine de scientifiques. Il y avait aussi un journaliste du New York Herald ; les scientifiques recueillent des données puis retournent aux États-Unis tandis que Peary reste sur place. Mais en 1892 Heilprin est de retour au Groenland à la tête d'une expédition pour secourir Peary,.
En 1902, lors de l'éruption de la montagne Pelée (qui détruit entièrement la ville de Saint-Pierre), Heilprin est l'un des premiers scientifiques à se rendre sur le terrain. Son travail, ses photos, son témoignage sur les phénomènes et les conséquences de l’éruption, sont irremplaçables. Il est le premier géologue à faire l’ascension des bords du cratère de la montagne Pelée, le 31 mai et le 1er juin. Un an plus tard, il refait l’ascension et donne des descriptions de l’amas de lave. En février 1906, il descend dans le cratère lui-même.
En 1902 il est membre fondateur du Club alpin américain, et en devient président.
En 1904, il est nommé à l’université Yale.
En 1905 il dirige avec son frère Louis une nouvelle édition du dictionnaire toponymique Lippincott's New Gazetteer.

### Postérité
- Le Club alpin américain décerne depuis 1976 un prix annuel appelé « Angelo Heilprin Citation[10] ».

#### Éponymie
- Le Geai à calotte azur, une espèce de la famille des Corvidae, a reçu le nom de Cyanocorax heilprini en son honneur.
- Hypsiboas heilprini porte également son nom.

## Publications choisies et documents

### Publications d'Angelo Heilprin
- Contributions to the Tertiary geology and paleontology of the United States, Philadelphie, (chez l'auteur), 1884, 117 p. (lire en ligne)
- Town geology : the lesson of the Philadelphia rocks : studies of nature along the highways and among the byways of a metropolitan town, Philadelphie, (chez l'auteur), 1885, 142 p. (lire en ligne)
- The geographical and geological distribution of animals, New York, D. Appleton, 1887, 435 p. (lire en ligne)
- Explorations on the west coast of Florida and in the Okeechobee wilderness : with special reference to the geology  and zoology of the Floridian Peninsula : a narrative of researches undertaken under the auspices of the Wagner Free Institute of Science of Philadelphia, Philadelphie, The Institute, 1887, 159 p. (lire en ligne)
- The geological evidences of evolution, Philadelphie, (chez l'auteur), 1888, 99 p. (lire en ligne)
- The animal life of our seashore : with special reference to the New Jersey coast and the southern shore of Long Island, Philadelphie, J. B. Lippincott Co., 1888, 130 p. (lire en ligne)
- The Bermuda Islands : a contribution to the physical history and zoology of the Somers archipelago : with an examination of the structure of coral reefs, Philadelphie, (chez l'auteur), 1889, 234 p. (lire en ligne)
- (en) The principles of geology, Philadelphie, Iconographic Publishing Co., 1890 (lire en ligne)Volume VII de The iconographic encyclopaedia
- The Arctic problem and narrative of the Peary relief expedition of the Academy of natural sciences of Philadelphia, Philadelphie, Contemporary Publishing Co., 1893, 157 p. (lire en ligne)
- The earth and its story : a first book of geology, New York, Boston, Silver, Burdett and Co., 1896, 267 p. (lire en ligne)
- Alaska and the Klondike : a journey to the New Eldorado, with hints to the traveller, Londres, C. A. Pearson, 1899, 325 p. (lire en ligne)
- Mont Pelée and the tragedy of Martinique : a study of the great catastrophes of 1902, with observations and experiences in the field, Philadelphie, Londres, J. B. Lippincott, 1903, 348 p.
- The Tower of Pelée : new studies of the great volcano of Martinique, Philadelphie, Londres, J. B. Lippincott Co., 1904, 62 p. (lire en ligne)
- (en) The eruption of Pelée : a summary and discussion of the phenomena and their sequels, Philadelphie, Geographical Society of Philadelphia, 1908, 90 p. (LCCN 08017912, lire en ligne)

### Articles pour le grand public
- Wikisource a des articles que Heilprin a écrit pour le grand public dans Popular Science Monthly

### Avec Louis Heilprin
- Lippincott's new gazetteer : a complete pronouncing gazetteer or geographical dictionary of the world, containing the most recent and authentic information respecting the countries, cities, towns, resorts, islands, rivers, mountains, seas, lakes, etc., in every portion of the globe, Philadelphie, J. B. Lippincott Co., 2 vol., 1916, ©1911Réédité en 1922

### Documents
- Documents (1871–1896) conservés dans les archives de l'Académie des sciences naturelles de PhiladelphieComprend 34 éléments, dont partie d'un journal de l'expédition au Groenland, plus 18 vues stéréoscopiques de l'éruption de la Montagne Pelée